# Anopheles wellcomei
Anopheles wellcomei este o specie de țânțari din genul Anopheles, descrisă de Theobald în anul 1904. Conform Catalogue of Life specia Anopheles wellcomei nu are subspecii cunoscute.